# Zweitmarkt für geschlossene Fonds
Unter dem Zweitmarkt für geschlossene Fonds versteht man einen Markt, in dem Gesellschaftsanteile (in der Regel Kommanditanteile) an bestehenden geschlossenen Fonds während der Laufzeit gehandelt werden. 

## Historische Entwicklung des Zweitmarktes
Anteile an geschlossenen Fonds waren aufgrund der Fondskonzeption (Laufzeit in der Regel über 10 Jahre) und eines fehlenden Nachfragemarktes lange Zeit nur schwer veräußerbar. Verkäufer mussten, um aus der Fondsgesellschaft ausscheiden zu können, mühsam selbst einen Käufer finden, der bereit war, ihren Anteil zu erwerben (zum Beispiel durch Schaltung einer Zeitungsanzeige).
Hier setzen die vorhandenen Zweitmarktkonzepte an, die einem Verkäufer eine schnellere und komfortablere Veräußerung seines Anteils versprechen. Insbesondere wenn in dem jeweiligen Zweitmarkt ständig eine große Anzahl an potentiellen Käufern vorhanden ist, können marktgerechte und angemessene Preise erzielt werden.
Der Preis orientiert sich an Angebot und Nachfrage. Bisher hat sich kein voll funktionstüchtiger Zweitmarkt für alle Anteile gebildet, auch wenn es eine Vielzahl von Versuchen dazu gibt. Mittlerweile gibt es eine Reihe von Plattformen, über die fast alle Anteile geschlossener Fonds (Schiffsfonds, Immobilienfonds, Private Equity u. v. m.) gehandelt werden können. Dieser Zweitmarkt wird durch diverse Emissionshäuser, Makler und institutionelle Investoren unterhalten. Als Käufer treten private wie auch institutionelle Investoren (z. B. Zweitmarktfonds) auf.
Der Markt ist aber weiterhin von Ungleichgewichten zwischen Anbietern und Nachfragern gekennzeichnet. Aufgrund der schlechten Liquidität und der fehlenden Vergleichbarkeit der Fonds sind marktgerechte Preise aber weiterhin nicht garantiert. Der Handel unterliegt keiner staatlichen Kontrolle.

## Handelswege und Preisbildung geschlossener Fonds
Es haben sich mittlerweile verschiedene Handelswege etabliert. Einige Anbieter haben hierzu Handelsplattformen im Internet eingerichtet, auf denen die zu verkaufenden Anteile gelistet werden. Die Verfahren zur Preisfindung variieren dabei von Anbieter zu Anbieter. Zudem werden nicht auf jeder Plattform alle gängigen Marktsegmente gehandelt. Andere Institutionen unterbreiten den Verkaufsinteressenten dagegen auf Anfrage direkte Kaufangebote.
Hinsichtlich der Preisfindung existieren verschiedene Möglichkeiten. Man unterscheidet drei Verfahren: das Bietverfahren, das Einheitskursverfahren und das Festpreisverfahren.
Beim Bietverfahren wird vom Verkäufer häufig ein Mindestgebot vorgegeben. Kaufinteressenten können anschließend bis zum Handelsende Gebote auf die Beteiligung abgeben. Den Zuschlag erhält das höchste Gebot. 
Beim Einheitskursverfahren werden die Gebote dagegen zunächst in einem nicht öffentlichen Orderbuch gesammelt. Nach Ablauf der Handelsfrist erfolgt der Zuschlag dann zu dem Preis, der zum größtmöglichen Umsatz führt (Meistausführungsprinzip). Einige Anbieter haben dieses System abgeändert, indem sie im Internet ein öffentliches Orderbuch führen und Anteilshandel bei Einigkeit direkt ausgeführt werden. 
Beim Festpreisverfahren wird Verkaufsinteressenten dagegen ein zeitlich befristetes Kaufangebot für ihre Beteiligung unterbreitet. 
Einige Anbieter stellen Kaufinteressenten zusätzlich Kalkulationshilfen (Fondsrechner) zur individuellen Preisfindung zur Verfügung, mit deren Hilfe auf Basis des Ertragswertverfahrens verschiedene Verkaufsszenarien berechnet werden können. 

## Rechtliche Abwicklung
Umgangssprachlich spricht man auch vom Handel mit gebrauchten Anteilen geschlossener Beteiligungsgesellschaften. Sind sich Verkäufer und Käufer über den Kaufpreis und den Übertragungszeitpunkt einig, wird ein Kaufvertrag aufgesetzt, der die Rechte und Pflichten der Beteiligten regelt. Die Übertragung der Beteiligung auf den Käufer erfolgt dann nach Kaufpreiszahlung durch den Treuhänder der entsprechenden Gesellschaft.
Steuerrechtlich ist die Übertragung der Geschäftsanteile gesondert zu bewerten, so dass nicht immer eine Übertragung steuerlich wirksam wird, insbesondere wenn dazu Gewinne bzw. Verluste verschoben werden sollen (siehe dazu Missbrauch von rechtlichen Gestaltungsmöglichkeiten).

## Aus Sicht des Käufers
Grundsätzlich sind geschlossene Fonds so konzipiert, dass die Anteile an der Gesellschaft über die gesamte Laufzeit gehalten werden. Ein vorzeitiger Verkauf kann mit finanziellen Nachteilen verbunden sein. Jedoch kann ein Verkauf aufgrund eines Liquiditätsbedarfs oder anderweitiger geplanter Verwendung der Mittel sinnvoll sein. Bei einem bisherigen erfolgreichen wirtschaftlichen Verlauf der Beteiligungsgesellschaft sind die Kaufpreise in der Regel deutlich höher als bei bisher negativer wirtschaftlicher Entwicklung. Ein rational handelnder Käufer wird sein Kaufpreisgebot auf Basis der Istsituation der Beteiligungsgesellschaft (vorhandene Vermögenswerte, Liquiditätsstand, Tilgungsstand etc.) und seiner Zukunftserwartungen (Einnahmeerwartungen, erwartete Kosten- und Wechselkursentwicklungen, angenommene Verkaufserlöse der Vermögenswerte etc.) ermitteln.
Wesentliche Probleme beim Verkauf von Gesellschaftsanteilen sind
- das Erzielen eines marktgerechten Preises,
- der mögliche Verlust der Anerkennung der steuerlichen Verluste,
- nicht in jedem Fall ist es möglich alle wirtschaftlichen Risiken, insbesondere Nachschusspflichten auf den Käufer zu übertragen,
- oftmals bestehen Verkaufsbeschränkungen im Gesellschaftsvertrag.

Insbesondere der unterlegte Gesellschaftsvertrag sieht häufig ein Zustimmungserfordernis vor, sodass Übertragungen zwischen zwei Vertragsparteien möglicherweise nur unter dem Vorbehalt der Zustimmung der Beteiligungsgesellschaft geschlossen werden können. Die Zustimmung kann in der Regel nur aus „wichtigem Grund“ versagt werden. Interessanterweise kann ein „wichtiger Grund“ z. B. der Erwerb von Anteilen durch Konkurrenzunternehmen des Anbieters sein. Teilweise bestehen auch Vorkaufsrechte auf Seiten des Initiators der Beteiligungsgesellschaft. 